# Una mujer se rebela
Una mujer se rebela  es una película dramática histórica estadounidense de 1936 adaptada de la novela Retrato de un rebelde de Netta Syrett y protagonizada por Katharine Hepburn como Pamela Thistlewaite, que se rebela contra las costumbres sociales de la Inglaterra victoriana. Dirigida por Mark Sandrich, fue el debut cinematográfico de Van Heflin y la última película de David Manners.
La actuación de Hepburn como la joven desafiante es considerada [¿quién?] el epítome de sus caracterizaciones feministas de los años treinta.

## Sinopsis
En el Londres victoriano, Pamela desafía a su padre autocrático (Donald Crisp) y tiene un bebé fuera del matrimonio con su amante, Gerald Waring (Van Heflin, en su debut en la pantalla). La hermana embarazada de Pamela, Flora (Elizabeth Allan), se entera de la muerte de su joven esposo, se desmaya, se lastima y muere. Pamela cría a su hija ilegítima como su sobrina y se convierte en una periodista cruzada por los derechos de las mujeres. Finalmente, acepta casarse con el diplomático Thomas Lane (Herbert Marshall) después de ser injustamente nombrada como corresponsable en el divorcio de Waring.

## Reparto
- Katharine Hepburn como Pamela Thistlewaite
- Herbert Marshall como Thomas Lane
- Elizabeth Allan como Flora Anne Thistlewaite
- Donald Crisp como el juez Byron Thistlewaite
- Doris Dudley como la joven Flora
- David Manners como Alan Craig Freeland
- Lucile Watson como Betty Bumble
- Van Heflin como Lord Gerald Waring Gaythorne
- Marilyn Knowlden como Flora (a los 9 años)

## Recepción
Con una pérdida de taquilla estimada en $ 222,000 por RKO, este fue el tercer fracaso consecutivo de Hepburn que contribuyó a su creciente reputación como "veneno para la taquilla".